# Dina Kenitra Futsal Club
Le Dina Kenitra Futsal Club (en arabe : نادي دينا القنيطرة لكرة القدم داخل الصالات) est un club marocain de futsal basé à Kénitra et évoluant en Futsal D1.

## Histoire

### Débuts (2011-2014)
Le Dina Kenitra FC, fondé en 2011 à Kénitra, est un club de futsal qui s'impose rapidement comme un acteur majeur de la Ligue du Gharb. Le club naît d'une volonté de structurer la pratique du futsal dans la ville de Kénitra, sous l'impulsion de Driss Talmoust, figure centrale dans la création du club. Avant de fonder le Dina Kenitra, ce dernier évolue en tant que joueur et dirigeant au sein d'un autre club de la ville, le Dynamo Kenitra, en compagnie de Aymene Derkaoui, capitaine.
Cependant, des divergences sur la gestion et les orientations stratégiques du Dynamo conduisent Driss Talmoust à créer une nouvelle entité : le Dina Kenitra FC. Ce club adopte dès ses débuts une approche innovante, aspirant à une envergure internationale tout en s'enracinant dans la communauté locale. Le nom "Dina" s'inspire du célèbre club russe ISK Dina Moscou, symbolisant l'ambition de faire rayonner le futsal kénitréen au-delà des frontières nationales.
Aux côtés de Driss Talmoust, Aymene Derkaoui joue un rôle clé dans la fondation du club. En tant que gardien, capitaine et membre influent de l'équipe, il apporte son expérience et son engagement pour défendre les droits des joueurs et promouvoir une philosophie de justice au sein du club. Otman Idel-Aouad joue également un rôle important dans l'effectif du club.
Le Dina Kenitra débute officiellement la Ligue du Gharb pour la saison 2010-2011, avec un effectif majoritairement composé de jeunes joueurs issus des quartiers de Kénitra, avec Mohamed Elhnoud comme capitaine d'équipe. Dès ses premières saisons, le club parvient à obtenir de bons résultats, progressant rapidement au sein des compétitions régionales. En 2014, le Dina Kenitra remporte la Ligue du Gharb, marquant ainsi une étape décisive dans son ascension. Ce titre permet au club de monter en deuxième division (D2) nationale pour la saison 2014-2015.

### Ascension fulgurante en D2, puis en D1 (2014-2020)
Lors de cette première saison en D2, le Dina Kenitra continue de bâtir sur ses succès précédents. L’équipe, bien organisée sous la direction de Driss Talmoust, parvient à se hisser au sommet de la D2 et remporte le titre de champion à l'issue de la saison. Cette victoire leur ouvre les portes de la première division (Futsal D1), la ligue nationale de futsal la plus prestigieuse au Maroc.
Lors de la saison 2015-2016, le Dina Kenitra FC termine à la 5e place du championnat de D1, une performance impressionnante pour une équipe promue. Ce résultat est rendu possible en partie grâce à l'émergence de jeunes talents locaux tels que Otmane Boumezou et Mohamed Nessis, qui se distinguent rapidement par leurs performances. Ces deux joueurs deviennent des éléments clés du Dina Kenitra et contribuent activement à la compétitivité du club dans l’élite.
Cependant, à l'issue de la saison suivante (2016-2017), des désaccords surviennent entre Driss Talmoust et certains joueurs. L’un des événements marquants est le départ d'Ayoub El Ouandouri, un autre joueur influent du club. Ayoub El Ouandouri, insatisfait des orientations prises par le club, décide de quitter le Dina Kenitra. Boumezou et Nessis, proches d’El Ouandouri, décident également de le suivre. Ce départ de plusieurs joueurs majeurs affecte directement la performance du club, qui se retrouve affaibli par ces mouvements.
Ces départs fragilisent le Dina Kenitra, qui doit alors repenser sa stratégie et reconstituer son effectif. Le club termine finalement à la 10e place de la D1 lors de la saison 2017-2018, ce qui entraîne sa relégation en D2.
Après sa relégation, le Dina Kenitra cherche à retrouver rapidement la première division. Lors de la saison 2018-2019, le club termine vice-champion de D2, mais les règles de promotion en vigueur ne permettent qu'à une seule équipe de monter en D1. Le Dina Kenitra reste donc en D2 pour une saison supplémentaire. Lors de la saison 2019-2020, alors qu'Otman Idel-Aouad, figure notoire du club depuis ses débuts, met un terme à sa carrière de joueur de futsal, le club termine à nouveau vice-champion de D2, manquant de peu la promotion pour la deuxième année consécutive.
En 2020, la Fédération royale marocaine de football (FRMF) restructure les compétitions de futsal, ce qui permet à plusieurs équipes supplémentaires, dont le Dina Kenitra, de monter en D1. Cette réorganisation marque le retour du club dans l'élite du futsal marocain.

### Professionnalisation (depuis 2020)

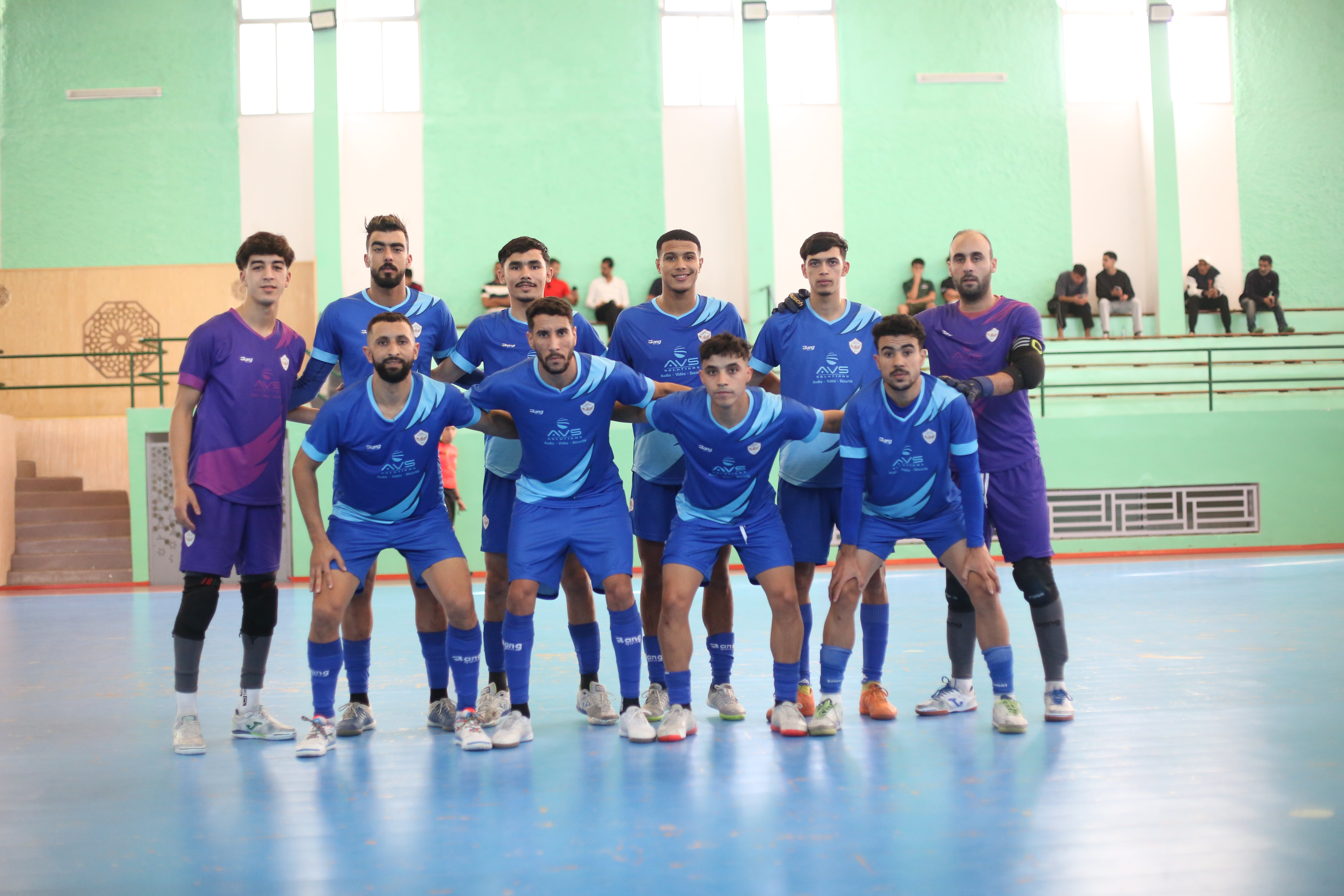
Effectif du Dina Kenitra lors de la saison 2024-2025.

Lors de son retour en Futsal D1 pour la saison 2020-2021, le Dina Kenitra se montre plus compétitif et mieux organisé. Le club recrute quelques joueurs expérimentés tout en continuant à s’appuyer sur des jeunes talents formés localement. Cette saison voit l'émergence de joueurs comme Soufiane Lahlioui, qui termine meilleur buteur du championnat avec 40 buts,. Le Dina Kenitra termine à la 3e place du championnat, une performance qui consolide sa place parmi les meilleures équipes du pays.
Cette même saison, la FRMF décide d’élargir la D1 à 16 équipes, permettant une meilleure organisation des compétitions et un niveau de jeu plus équilibré. Le Dina Kenitra profite de cette nouvelle structure pour renforcer sa position dans l’élite du futsal marocain.
En 2023, le Dina Kenitra atteint les demi-finales de la Coupe du Trône, un autre jalon important dans son histoire. Le club s'incline contre le Faucon d'Agadir (5-2), mais cette performance en coupe témoigne de la progression continue du Dina sur la scène nationale,.

## Résultats sportifs

### Titres et trophées
| Compétitions régionales                                                                                         | Compétitions nationales  |
| --- | ------------------------ |
| - Championnat de D2 (1) - Champion : 2015 - Vice-champion : 2019 et 2020 - Ligue du Gharb (1) - Champion : 2014 | - Coupe du Trône - Néant |

### Bilan par saison
| Saison    | Championnat    | Championnat     | Coupe du Trône     |
|           | Division       | Phase finale    | Résultat           |
| --------- | -------------- | --------------- | ------------------ |
| 2010-2011 | Ligue du Gharb | 6e              |                    |
| 2011-2012 | Ligue du Gharb | 5e              |                    |
| 2012-2013 | Ligue du Gharb | Non participant |                    |
| 2013-2014 | Ligue du Gharb | Champion        |                    |
| 2014-2015 | D2             | Champion        |                    |
| 2015-2016 | Futsal D1      | 5e/12           | Seizième de finale |
| 2016-2017 | Futsal D1      | 8e/12           | Seizième de finale |
| 2017-2018 | Futsal D1      | 11e/12          | Seizième de finale |
| 2018-2019 | D2             | 2e/12           | Seizième de finale |
| 2019-2020 | D2             | 2e/12           | Seizième de finale |
| 2020-2021 | D2             | 3e/12           | Seizième de finale |
| 2021-2022 | Futsal D1      | 4e/16           | Annulé             |
| 2022-2023 | Futsal D1      | 5e/16           | Demi-finaliste     |
| 2023-2024 | Futsal D1      | 11e/16          | Seizième de finale |
| 2024-2025 | Futsal D1      | 10e/16          | Seizième de finale |
| Total     | Total          | 2 titres        | 0 titres           |

## Personnalités

### Dirigeants et entraîneurs
À sa création en 2011, le club est présidé par Mohammed Bensaid, ancien entraîneur du Dynamo Kenitra et ex-international marocain. Fort de son expérience, Bensaid apporte une structure organisationnelle solide au Dina Kenitra, qui évolue dans la Ligue du Gharb. Sous sa présidence, le club traverse ses premières saisons, avec des résultats encourageants malgré des ressources limitées. Bensaid priorise le développement des jeunes joueurs locaux et l’établissement d’un cadre compétitif au sein du futsal marocain. Il occupe cette fonction jusqu’au milieu de la saison 2012-2013.
| Période   | Nom              |
| --------- | ---------------- |
| 2011-2013 | Mohammed Bensaid |
| 2013-2014 | Adil Touim       |
| 2014-     | Driss Talmoust   |

À cette époque, le club traverse une période difficile marquée par des tensions internes et des résultats sportifs en déclin. Moussa Talmoust, déjà impliqué dans la gestion du club en tant que joueur et fondateur, prend la relève à la présidence en 2013, alors que Bensaid décide de se concentrer sur un rôle administratif. Talmoust devient ainsi président et entraîneur du Dina Kenitra, une double responsabilité qu'il assume dans le but de relancer le club. Sous sa direction, le club connaît une transformation marquée par une réorganisation interne et des recrutements stratégiques. Talmoust, avec son expérience et son engagement dans le futsal marocain, dirige le club vers une montée en D2 et, par la suite, en Futsal D1.
Le premier entraîneur à avoir pris en main l'équipe du Dina Kenitra est Mohammed Bensaid, à la fois président et entraîneur. En 2013, Adil Touim reprend les rênes pendant une courte période. Cependant, en 2014, après plusieurs défaites et des discussions internes au sein du club, Driss Talmoust décide de prendre lui-même en charge l’équipe en tant qu'entraîneur. Cette transition marque un tournant dans l’histoire du Dina Kenitra, car sous la direction de Talmoust, le club enchaîne les victoires, accède à la D2, puis remporte le titre de champion de cette division, obtenant ainsi une promotion historique en D1. Talmoust, en tant qu’entraîneur-président, joue un rôle central dans la stabilisation du club au sein de l’élite du futsal marocain.

### Joueurs notables
Le Dina Kenitra FC voit passer plusieurs joueurs notables qui marquent l'histoire du club et se distinguent en étant sélectionnés en équipe nationale de futsal du Maroc. Parmi eux, Mohamed Nessis et Otmane Boumezou, ayant évolué au club entre 2015 et 2017, s’imposent comme des piliers avant leur départ. Anas Taybi, présent de 2017 à 2019, et Soufiane Lahlioui, actif de 2018 à 2022, contribuent également de manière significative, notamment Lahlioui, qui termine meilleur buteur du championnat en 2020-2021 avec 40 buts.
D'autres joueurs comme Anas Bakkali (2020-2023), Bilal Hamidouch (depuis 2022),, Mustapha Rabou (depuis 2024) ainsi que Ayoub El Ouandouri , Amine El Hiss et Hamza Errouass, apportent également leur talent au club tout en représentant le Maroc au niveau international, renforçant ainsi la réputation du Dina Kenitra sur la scène nationale.
En dehors des joueurs de sélection nationale, Aymene Derkaoui, capitaine emblématique pendant de nombreuses années, et Otman Idel-Aouad, qui a évolué au club jusqu'en 2014, figurent parmi les piliers du Dina Kenitra. Leur leadership sur le terrain et leur engagement ont joué un rôle essentiel dans la structuration et le développement du club, tant sur le plan sportif qu'organisationnel.

### Effectif actuel
Les prochains joueurs figurent dans l'effectif senior de la saison 2024-2025 du Dina Kenitra FC.

## Catégories inférieures
Le Dina Kénitra possède les catégories U19, U20 et U21. Les U20 remportent le championnat national en 2022/2023, tandis que les U21 terminent troisièmes en 2023/2024, sous la direction de l’entraîneur Nourredine Nitelhadj,.

## Structure, salle et image
Les matchs à domicile du Dina Kenitra FC se déroulent à la Salle Al Wahda, située à Kénitra. Cette infrastructure sportive, emblématique de la ville, est partagée par toutes les équipes de haut niveau de futsal de Kénitra. D'une capacité de 2 500 places, la Salle Al Wahda offre un cadre idéal pour accueillir les rencontres, créant une atmosphère intense et animée lors des matchs importants.

## Partenariats
En décembre 2023, le Dina Kenitra FC signe un partenariat avec le club néerlandais du Tigers Roermond (nl),.